# Bironella obscura
Bironella obscura är en tvåvingeart som beskrevs av Joaquin A. Tenorio 1975. Bironella obscura ingår i släktet Bironella och familjen stickmyggor. Inga underarter finns listade i Catalogue of Life.